# Cave à la Metsire

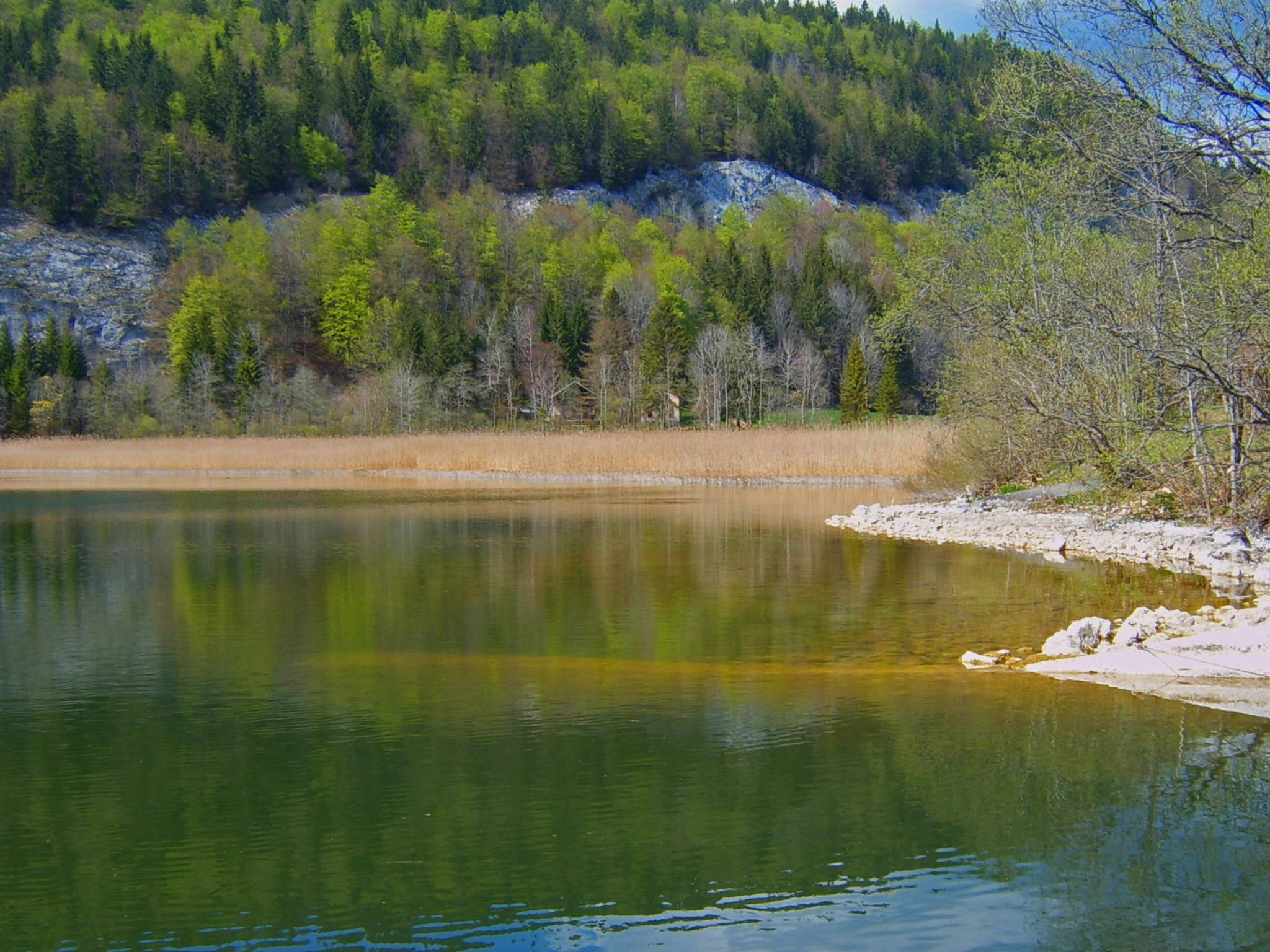
Blick zum Nordufer des Lac Brenet

Die Cave à la Metsire (französisch; dialektal auch Cauva à la Metzire; auf Deutsch übersetzt «Keller der Michèle») ist eine Höhle im Waadtländer Jura in der Schweiz. Sie befindet sich in einem Karstgebiet des Faltenjuras, das mit der Bezeichnung «Vallée de Joux und Haut-Jura vaudois» im Bundesinventar der Landschaften und Naturdenkmäler von nationaler Bedeutung aufgeführt ist.

## Geographie und Geologie
Die Höhle liegt in der Gemeinde Le Lieu im Bezirk Jura-Nord vaudois. Es ist eine von mehreren Höhlen am Nordrand des Lac Brenet und am Südostfuss der Jurakette des Risoux. Bei normalem Wasserstand liegt die Höhle einige Meter über dem Seespiegel des Lac Brenet, und nur bei extremem Hochwasser im Vallée de Joux erreichte das Wasser früher die Höhle und floss durch diese und andere Höhlen und Klüfte in den Untergrund ab. Seit dem Bau des Wasserkraftwerks La Dernier bei Vallorbe im Jahr 1903 wird das Wasser der Orbe kontrolliert aus dem See durch einen Stollen abgeleitet. Im stark verkarsteten Kalkmassiv versickert ein Teil des Wassers zudem im Lac Brenet an zahlreichen Stellen und kommt erst zwei Kilometer nordöstlich und mehr als 200 Meter tiefer bei den Grottes de l’Orbe (Grotten von Vallorbe) wieder an die Oberfläche.
Die Cave à la Metsire bildet nicht eine einzige grössere Höhle im Felsen, sondern besteht eher aus einem System zusammenhängender Erosionsspalten. Der Eingang zur Haupthöhle ist bis auf eine kleine Öffnung vermauert und nicht mehr zugänglich; die Absperrung wurde in unbekannter Zeit möglicherweise zum Schutz der im unteren Orbetal liegenden Gemeinden vor Hochwasser oder im Zusammenhang mit dem Bau des Kraftwerks La Dernier errichtet.
Die Felswand mit der Höhle liegt am Fussweg, der vom Dorf Les Charbonnières dem Seeufer entlang nach La Torne und von dort zum Passübergang Col du Mont d’Orzeires führt. Dem Seeufer folgt ein naturkundlicher Lehrpfad.